# Japan Football League 2011
Die Japan Football League 2011 war die dreizehnte Spielzeit der japanischen Japan Football League. An ihr nahmen achtzehn Vereine teil. Ursprünglich sollte die Saison am 13. März 2011 beginnen und am 27. November enden, durch das zwei Tage vorher stattfindende Tōhoku-Erdbeben 2011 wurde der Start jedoch auf den 23. April und das Ende auf den 11. Dezember verschoben.
Am stärksten von dem Beben betroffen war Sony Sendai FC, welche aufgrund der Schäden in der Region erst Anfang Juli in den Wettbewerb einsteigen konnten. Für den Verein aus der Präfektur Miyagi gingen daher lediglich die siebzehn Spiele der Rückrunde in die offizielle Wertung ein.
Die Meisterschaft wurde zum dritten Mal innerhalb von fünf Jahren von Sagawa Shiga FC gewonnen. Aufsteiger in die J. League Division 2 2012 waren die außerordentlichen J.-League-Mitglieder FC Machida Zelvia und Matsumoto Yamaga FC. Sportliche Absteiger in die Regionalligen gab es keine, allerdings zogen sich sowohl JEF Reserves als auch Arte Takasaki nach dem Ende der Saison vom Spielbetrieb zurück. Da der Rückzug von Arte Takasaki erfolgte, nachdem die Aufsteiger aus den Regionalligen für die Saison 2012 bereits feststanden, nahmen an der folgenden Saison ausnahmsweise lediglich siebzehn Mannschaften teil.

## Modus
Durch das Tōhoku-Erdbeben 2011 wurden einige Änderungen am Modus nötig. Sony Sendai FC, welche am stärksten von dem Beben betroffen waren, stellten bei der Liga einen Antrag auf zeitweilige Aussetzung des Spielbetriebs. Dieser wurde bewilligt, sodass der Verein erst mit dem Rückrundenstart am 3. Juli in den Wettbewerb einstieg. Es galten die folgenden Regelungen:
- Für Sony Sendai gingen nur die 17 Spiele der Rückrunde, ausgetragen gemäß dem Spielplan für die Spieltage 18 bis 34, in die Wertung ein; der Verein wurde entsprechend seiner in den Spielen erzielten Punkte in die Tabelle eingereiht.
- Sony Sendai nahm zusätzlich an den neu terminierten Spielen der ersten sechs Spieltage teil. Diese Spiele, offiziell als 東日本大震災 災害復興支援試合 (Higashinihon daishinsai saigai fukkō shien shiai, deutsche Übersetzung etwa „Spiele zur Unterstützung des Wiederaufbaus nach der Tōhoku-Erdbebenkatastrophe“) bezeichnet, galten als reguläre Pflichtspiele, gingen jedoch nicht in die Wertung ein. Dennoch konnte Sony Sendai alle in diesen Spielen erzielten Punkte als Bonuspunkte zum Zwecke der Bestimmung der Absteiger geltend machen.
- Die übrigen Vereine trugen wie gewohnt ein einfaches Doppelrundenturnier aus, somit gingen für sie insgesamt 33 Spiele (32 Spiele untereinander sowie die jeweilige Rückrundenbegegnung gegen Sony Sendai) in die Wertung ein.

Für einen Sieg gab es drei Punkte; bei einem Unentschieden erhielt jede Mannschaft einen Zähler. Die Tabelle wurde also nach den folgenden Kriterien erstellt:
1. Anzahl der erzielten Punkte
2. Tordifferenz
3. Erzielte Tore
4. Ergebnisse der Spiele untereinander
5. Entscheidungsspiel oder Münzwurf

Für den Aufstieg in die J. League Division 2 2012 kamen wie gewohnt nur Vereine in Frage, welche die Außerordentliche Mitgliedschaft der J. League besaßen, am Ende der Saison innerhalb der ersten Vier der Tabelle abschlossen und einer finalen Überprüfung durch die J. League standhielten.
Die beiden schlechtesten Mannschaften sollten ursprünglich direkt in die Regionalligen absteigen, zudem waren für den Sechzehnten Relegationsspiele gegen den Drittplatzierten der Regionalligen-Finalrunde vorgesehen. Durch den Aufstieg von Machida Zelvia und Matsumoto Yamaga in die J. League sowie dem Rückzug von JEF Reserves am Saisonende kam diese Regelung jedoch nicht zur Anwendung.

## Teilnehmer
Insgesamt nahmen achtzehn Mannschaften an der Saison teil. Nicht mehr dabei war der Aufsteiger in die J. League Division 2 2011, Gainare Tottori, sowie der Absteiger in die Regionalliga, Ryūtsū Keizai University FC. Arte Takasaki konnte in der Relegation gegen den Drittplatzierten der Regionalligen-Finalrunde 2010, Sanyo Electric Sumoto SC die Klasse halten, sodass nur der Meister und der Vizemeister der Regionalligen-Finalrunde, Kamatamare Sanuki und AC Nagano Parceiro, aufstiegen.
Vor Beginn dieser Saison erhielt Kamatamare zudem den Status eines außerordentlichen J.-League-Mitglieds. Die Anzahl der außerordentlichen Mitglieder in der Liga verharrte somit erneut bei insgesamt vier Mannschaften, wobei FC Machida Zelvia, Matsumoto Yamaga FC und V-Varen Nagasaki die anderen Vereine mit diesem Status waren.
| Verein                | Stadt/Region        | Bemerkungen                                        |
| --------------------- | ------------------- | -------------------------------------------------- |
| Arte Takasaki         | Takasaki, Gunma     |                                                    |
| Blaublitz Akita       | Nikaho, Akita       |                                                    |
| Honda FC              | Hamamatsu, Shizuoka |                                                    |
| Honda Lock SC         | Miyazaki, Miyazaki  |                                                    |
| JEF Reserves          | Chiba, Chiba        |                                                    |
| Kamatamare Sanuki     | Takamatsu, Kagawa   | Gewinner der Regionalligen-Finalrunde 2010         |
| FC Machida Zelvia     | Machida, Tokio      |                                                    |
| Matsumoto Yamaga FC   | Matsumoto, Nagano   |                                                    |
| MIO Biwako Kusatsu    | Kusatsu, Shiga      |                                                    |
| AC Nagano Parceiro    | Nagano, Nagano      | Zweitplatzierter der Regionalligen-Finalrunde 2010 |
| FC Ryūkyū             | Okinawa, Okinawa    |                                                    |
| Sagawa Printing SC    | Mukō, Kyōto         |                                                    |
| Sagawa Shiga FC       | Moriyama, Shiga     |                                                    |
| Sony Sendai FC        | Tagajō, Miyagi      |                                                    |
| Tochigi Uva FC        | Tochigi, Tochigi    |                                                    |
| V-Varen Nagasaki      | Nagasaki, Nagasaki  |                                                    |
| Yokogawa Musashino FC | Musashino, Tokio    |                                                    |
| Zweigen Kanazawa      | Kanazawa, Ishikawa  |                                                    |

## Statistik

### Tabelle
| Pl.                    | Verein                 | Sp. | S  | U  | N  | Tore    | Diff. | Punkte |
| ---------------------- | ---------------------- | --- | -- | -- | -- | ------- | ----- | ------ |
| 1.                     | Sagawa Shiga FC        | 33  | 23 | 1  | 9  | 060:340 | +26   | 70     |
| 2.                     | AC Nagano Parceiro (N) | 33  | 19 | 6  | 8  | 051:270 | +24   | 63     |
| 3.                     | FC Machida Zelvia      | 33  | 18 | 7  | 8  | 061:280 | +33   | 61     |
| 4.                     | Matsumoto Yamaga FC    | 33  | 17 | 8  | 8  | 060:380 | +22   | 59     |
| 5.                     | V-Varen Nagasaki       | 33  | 15 | 11 | 7  | 061:440 | +17   | 56     |
| 6.                     | Honda FC               | 33  | 15 | 7  | 11 | 040:360 | +4    | 52     |
| 7.                     | Zweigen Kanazawa       | 33  | 13 | 8  | 12 | 049:400 | +9    | 47     |
| 8.                     | Honda Lock SC          | 33  | 12 | 11 | 10 | 047:450 | +2    | 47     |
| 9.                     | FC Ryūkyū              | 33  | 14 | 4  | 15 | 047:510 | −4    | 46     |
| 10.                    | Tochigi Uva FC         | 33  | 12 | 9  | 12 | 040:430 | −3    | 45     |
| 11.                    | Kamatamare Sanuki (N)  | 33  | 11 | 7  | 15 | 039:490 | −10   | 40     |
| 12.                    | Sagawa Printing SC     | 33  | 11 | 5  | 17 | 043:610 | −18   | 38     |
| 13.                    | MIO Biwako Kusatsu     | 33  | 11 | 5  | 17 | 043:650 | −22   | 38     |
| 14.                    | Blaublitz Akita        | 33  | 10 | 7  | 16 | 038:520 | −14   | 37     |
| 15.                    | Yokogawa Musashino FC  | 33  | 9  | 9  | 15 | 033:370 | −4    | 36     |
| 16.                    | Arte Takasaki          | 33  | 9  | 7  | 17 | 039:550 | −16   | 34     |
| 18.                    | JEF Reserves           | 33  | 4  | 7  | 22 | 027:630 | −36   | 19     |
| 17.                    | Sony Sendai FC         | 17  | 3  | 7  | 7  | 014:240 | −10   | 16     |
| Stand: Ende der Saison |                        |     |    |    |    |         |       |        |

Aufstiegsberechtigte Vereine: Kamatamare Sanuki, FC Machida Zelvia, Matsumoto Yamaga FC, V-Varen Nagasaki
| (N) | Aufsteiger aus der Regionalliga 2010: Kamatamare Sanuki, AC Nagano Parceiro |